# Eupithecia dubiosa
Eupithecia dubiosa är en fjärilsart som beskrevs av Karl Dietze 1913. Eupithecia dubiosa ingår i släktet Eupithecia och familjen mätare. Inga underarter finns listade i Catalogue of Life.